# Hino Nacional Brasileiro
Hino Nacional Brasileiro (hrv. "Brazilska nacionalna himna") je nacionalna himna Brazila. 
Stihove je napisao Osório Duque-Estrada 1909. godine, a usvojeni su kao stihovi himne 1922. godine, dok je glazbu skladao Francisco Manuel da Silva još 1833. godine. Himnu je potvrdio brazilski predsjednik Epitácio Pessoa dekretom 1922. godine.
Stihovi se opisuju kao parnasovski po stilu, a romantični po sadržaju.